# Psihološko blagostanje na delovnem mestu
Psihološko blagostanje predstavlja osrednji konstrukt pozitivne psihologije. Nanaša se na glavne vidike človekovega optimalnega izkustva in optimalnega delovanja. Povezan je tudi s pojmi sreče, dobrega počutja, optimizma, upanja, zadovoljstva z življenjem in življenjskega smisla.
Psihološko blagostanje na delovnem mestu je zapleten koncept, ki je odvisen tako od dejavnikov na delovnem mestu kot izven njega. Na psihološko blagostanje na delovnem mestu vplivajo fizični, čustveni in socialni faktorji. Psihološko blagostanje na delovnem mestu vključuje tako hedonsko in eudaimonsko smer psihičnega blagostanja.
V kontekstu delovnega okolja se višje psihološko blagostanje povezuje s fizičnim zdravjem, daljšo življenjsko dobo, večjo produktivnostjo in z večjim zadovoljstvom delavca. Za delovne organizacije je pomemben predvsem poslovni vidik investicije v psihološko blagostanje. Večje psihološko blagostanje delavcev se povezuje z boljšimi delovnimi rezultati ter večjo produktivnostjo, zmanjšanim absentizmom, boljšimi rezultati na ravni organizacije in zmanjšanjem stroškov organizacije .

## Dve smeri psihologije psihološkega blagostanja

### Hedonska smer: subjektivno emocionalno blagostanje
Subjektivno emocionalno blagostanj sestavljajo 3 glavne komponente: občutje zadovoljstva z življenjem (kognitivna komponenta), pozitivni afekt in negativni afekt (emocionalni komponenti). Visoko stopnjo subjektivnega emocionalnega blagostanja opredeljujejo občutja zadovoljstva z življenjem, visok pozitivni in nizek negativni afekt. 
Naslednji dejavniki vplivajo na subjektivno emocionalno blagostanje: genetski, motivacijski, emocionalni, kognitivni, osebnost, medosebni dejavniki. Najboljša napovednika subjektivnega emocionalnega blagostanja izmed dimenzij osebnosti sta ekstravertnost in nevroticizem . 

### Eudaimonska smer psihološkega blagostanja
Psihološko blagostanje je konstrukt, ki obsega 6 dimenzij: sprejemanje samega sebe, pozitivni odnosi z drugimi, avtonomnost, obvladovanje okolja, smisel življenja, osebnostna rast .

## Model psihološkega blagostanja
Carol Ryff je oblikovala 6 faktorski model psihološkega blagostanja. Faktorji predstavljajo dimenzije pozitivnega funkcioniranja posameznika. Model vključuje vidike eudaimonske smeri psihološkega blagostanja .
- Sprejemanje samega sebe: pozitivni odnos posameznika do samega sebe predstavlja osrednji kriterij psihološkega blagostanja.
- Pozitivni odnosi z drugimi ljudmi: za psihološko blagostanje je ključno, da je posameznik sposoben vzpostaviti in vzdrževati prijateljske ter intimne odnose z drugimi posamezniki. Vključuje tudi ustrezno odzivanje na socialne pobude drugih.
- Avtonomija: za psihološko blagostanje je pomemben tudi notranji lokus kontrole, kar pomeni, da se je posameznik zmožen odločati glede na lastne želje, potrebe, zmožnosti in se lahko upre socialnim pritiskom. Avtonomni posamezniki ne iščejo potrditve pri drugih, ampak se evaluirajo sami po lastnih standardih. Vključuje neodvisnost in notranjo regulacijo vedenja.
- Obvladovanje okolja: za psihološko blagostanje posameznika je pomembno, da ima za okolje interes in da zmore nadzorovati in spreminjati okolje v katerem živi. Posameznik. To vključuje delovno okolje, pa tudi družinsko in privatno.
- Smisel življenja: za psihološko blagostanje je značilna jasna opredeljenost cilja v življenju, pa tudi občutek posameznika, da gre njegovo življenje v določeno smer. Pomembno je tudi, da ima posameznik notranji lokus kontrole, torej da čuti, da sam usmerja svoje življenje k cilju.
- Osebnostna rast: Vsi predhodni kriteriji psihološkega blagostanja predstavljajo značilnosti dobro delujočega posameznika, vendar pa psihološko blagostanje vključuje tudi stalen razvoj potenciala posameznika. Osebnostna rast se nanaša na sposobnost prilagajanja vedno spreminjajočemu se svetu.

## Izvori psihološkega blagostanja na delovnem mestu
Izvore psihološkega blagostanja na delovnem mestu lahko razdelimo na tri nivoje. Na teh nivojih so smiselne intervence v delovnih okoljih, kjer bi želeli izboljšati psihološko blagostanje delavcev.   
Ti nivoji so: značilnosti dela (zahteve dela, kontrola, avtonomnost, fleksibilnost delovnega urnika, stabilnost), značilnosti vodenja (stil vodenja, pravičnost v organizaciji, podpora delavcem, komunikacija in sodelovanje z delavci) in individualni dejavniki (usposobljenost za delovno mesto, odpornost, uravnavanje stresa in psihološka fleksibilnost) .

## Model psihološko zdravega delovnega okolja
Psihološko zdravo delovno okolje je tisto, ki omogoča psihološko blagostanje delavcev, ob enem pa povečuje produktivnost organizacije. Značilnosti takega delovnega okolja lahko razdelimo v 5 skupin .

### Vpletenost zaposlenih
Povečanje vpletenosti zaposlenih pomeni opolnomočenje delavcev. Dosežemo ga tako, da zaposlene vključimo v sprejemanje odločitev v organizaciji in jim skušamo omogočiti čim višjo stopnjo avtonomije na delovnem mestu. Povečanje vpletenosti zaposlenih lahko poveča zadovoljstvo z delom, razpoloženje zaposlenih in njihovo zavezanost k organizaciji. Pripomore tudi k nižji stopnji absentizma in povečanju kvaliteti produktov in storitev organizacije 

### Ravnotežje med delom in zasebnim življenjem
Uvedba programov, ki omogočajo želeno ravnotežje med delom in zasebnim življenjem, upošteva odgovornosti zaposlenih in njihova življenja izven delovnega okolja. Ti programi pomagajo posameznikom bolje organizirati različne zahteve okolja, delovnega in domačega. Konflikt med delom in zasebnim življenjem ima mnoge negativne vplive, saj negativno vpliva na delo in zasebno življenje, s tem pa negativno vpliva na produktivnost in uspešnost organizacije in psihološko blagostanje posameznika . Za psihološko blagostanje je pomembno tudi razmerje med časom, ki ga posameznik posveti na delovnem mestu in času, ki ga lahko posveti zasebnemu življenju. Psihološko blagostanje se povečuje, če se povečujejo ure opravljenega dela, vendar le do določenega pragu. Nad tem pragom dodatne ure dela negativno vplivajo na psihološko blagostanje .  Optimalno število ur dela pa se razlikuje glede na spol. Pri moških ima najbolj ugoden vpliv na psihološko blagostanje, če delajo poln delavnik brez nadur, pri ženskah pa na psihološko blagostanje najbolj ugodno vpliva delo s polovičnim delovnim časom. Moški, zaposleni za poln delovni čas, imajo višje blagostanje od moških, ki so zaposleni za polovični delovni čas .
Neko standardno število delovnih ur, ki bi ustrezalo vsem posameznikom, ne obstaja. V smeri izboljšanja psihološkega blagostanja torej velja v organizaciji, če je to možno, omogočiti določeno raven fleksibilnosti pri načrtovanju urnika dela .

### Rast in razvoj delavca
Za psihološko blagostanje posameznika na delovnem mestu so pomembne priložnosti za rast in razvoj, katere lahko posamezniki izkoristijo za razvoj znanja, in sposobnosti, svoje novo pridobljene kompetence pa lahko uporabijo v novih situacijah. Pridobivanje znanja in sposobnosti pozitivno vpliva na motivacijo delavca. Če ima posameznik dovolj priložnosti za razvoj mu je omogočeno, da doseže svoj polni potencial .

### Zdravje in varnost
Iniciative za bolje zdravje in večjo varnost na delovnem mestu delujejo v smeri povečanja fizičnega in mentalnega zdravja in s tem tudi pozitivno vplivajo na psihološko blagostanje . Prisotnost specifičnih bolezni, ima negativni vpliv na psihološko blagostanje. Nekatere izmed teh bolezni so povezani z življenjskim stilom, na katerega vpliva tudi delovno mesto, npr. infarkti in kapi se povezujejo z zmanjšanim psihološkim blagostanjem. Z življenjskim stilom povezan je tudi dejavnik, ki pozitivno vpliva na psihično blagostanje - zdravo vedenje. Vključuje namreč redno telovadbo in zdravo prehrano, ki vplivata na boljše počutje in s tem višje psihološko blagostanje. Za psihološko blagostanje je pomembno tudi spanje. Naspani imamo veliko energije in bolje delujemo. V smeri izboljšanja psihološkega blagostanja na delovnem mestu lahko delodajalci ukrepajo s podporo delavcem, da ti lahko dosežejo stanje zdravja, npr. s povečano telesno aktivnostjo, podpiranjem zdravih prehranjevalnih navad in s tem da poskrbijo, da delo ne vpliva na spanje delavcev .

### Priznavanje posameznikovega prispevka
Priznavanje prispevka delavca k organizaciji pomeni nagrado za delavca, pozitivne učinke pa prinese tudi na kolektivni ravni. Priznavanje prispevka je lahko formalno, neformalno, denarno ali v drugih oblikah. S tem da prepoznamo in priznamo prispevek delavca pri njem izzovemo občutek da je cenjen. TA občutek pripeva k višjemu blagostanju na delovnem mestu, večjim zadovoljstvu z delom in viši samozavesti .

## Drugi dejavniki psihološkega blagostanja na delovnem delu

### Plača
Na psihološko blagostanje vpliva absoluten prihodek posameznika, pa tudi relativen prihodek glede na njegovo referenčno skupino, starost in spol .  Absolutni dohodek igra veliko vlogo pri blagostanju posameznika. Višji dohodek se povezuje z višjim blagostanjem, ne glede na državo ali ekonomsko rast v državi. Ljudje v bogatejših državah v povprečju poročajo o višjem psihološkem blagostanju kot tisti v revnejših državah . Poleg absolutnega dohodka pa je pomemben tudi relativni, torej dohodek posameznika glede na njegovo referenčno skupino, ki jo sestavljajo njemu podobni posamezniki. Subjektivno psihološko blagostanje posameznika je višje, višji ko je njegov prihodek v primerjavi z referenčno skupino . Na  višje blagostanje vpliva tudi naraščanje prihodka, saj bolj kot prihodek posameznika narašča, o višjem blagostanju ta posameznik poroča .   Z vidika delodajalca je torej smiselno oblikovati čim bolj jasen sistem plačevanja, ki vključuje jasne pogoje za napredovanja in povišice, ki jih posamezniki lahko dosežejo .

### Varnost zaposlitve
Nižja varnost zaposlitve vpliva na nižje psihološko blagostanje posameznika, negativno vpliva pa tudi na odnos do dela in organizacije, vedenje na delu in zdravje posameznika. Z vidika posameznika sta pomembna predvsem nižje blagostanje in nižje zadovoljstvo z zaposlitvijo, vendar ima nižja varnost zaposlitve negativne učinke tudi z vidika delodajalca, saj delavci lahko gojijo bolj negativen odnos do organizacije in niso pripravljeni ostati pri organizaciji, s tem pa se manjša tudi delovna uspešnost .Manjša varnost zaposlitve vpliva tudi na povečano število pritožb o psihosomatskih obolenjih in fizičnih naporih .

### Jasnost okolja
Vključuje jasno razumevanje lastne pozicije in zadolžitev na delovnem mestu. Posamezniki, ki jasno razumejo svoje delovno okolje lahko tudi predvidevajo, kaj se bo zgodilo v njihovi organizaciji. Z vidika delodajalca in organizacije je pomembno, da jasno definirajo vloge in pričakovanja na delovnem mestu, te definicije pa formalno zapišejo, da se lahko vsi v organizaciji kadarkoli sklicujejo na ta dokument .

### Realnost delovne naloge
Če delavec zaznava svoje delovne naloge kot uresničljive to pozitivno vpliva na zadovoljstvo z delom in zmanjšuje stres . Realni cilji, ki jih posameznik lahko doseže so ključni za posameznikovo zadovoljstvo z delom in s tem pomembni tudi za blagostanje. Če ima posameznik občutek, da je zaključil neko celoto dela in ima to delo vidne učinke bo bolj zadovoljen z delom .

### Povratna informacija
Jasna in neposredno povratna informacija o delu in uspešnosti posameznika se povezuje z višjim psihološkim blagostanjem pri posamezniku , . Poleg tega pa je kvalitetna povratna informacija na delovnem mestu povezana tudi z višjo motivacijo za delo, zadovoljstvom z delom in napredkom na delovnem .

### Način vodenja
Pomembno je, da vodilni vzpostavijo pozitivno psihosocialno okolje, ki je nujno za psihološko blagostanje podrejenih zaposlenih. Na psihološko blagostanje negativno učinkujejo različna vedenja vodilnih zaposlenih, npr. pomanjkanje podpore podrejenim, pomanjkanje povratne informacije in slabe komunikacijske sposobnosti so nekateri izmed dejavnikov vedenja, ki negativno učinkujejo na blagostanje njegovih podrejenih . Vedenja vodilnih, ki pa pozitivno vplivajo na psihološko blagostanje podrejenih pa so pripravljenost poslušati, izkazovanje podpore, spoštovanja in skrbi za delavca ter dajanje pohval za dobro opravljeno delo .

### Vodenje na ravni organizacije
Pomembnost organizacije za psihološko blagostanje je vidna predvsem na ravni omogočanja dejavnikov, ki pozitivno vplivajo na psihološko blagostanje zaposlenih. Ti dejavniki so bili omenjeni že prej (npr. ravnovesje med delom in zasebnim življenjem in podpiranje zdravega načina življenja), na ravni organizacije pa se podpora tem dejavnikom kaže predvsem kot namenjanje človeških, fizičnih in finančnih virov k vzdrževanju teh dejavnikov .

### Delovno okolje
Za psihološko blagostanje dela so pomembni tudi dejavniki okolja, v katerem posameznik delo opravlja. Za psihološko blagostanje so pomembni odsotnost nevarnosti na delu, ergonomsko ustrezna oprema in pripomočki, primerna osvetljenost prostora, temperatura, raven hrupa, kvaliteta zraka .

### Zaznana družbena koristnost dela
Za psihološko blagostanje delavca je pomembna tudi vrednost, ki jo družba njegovemu delu pripisuje. Bolj ko delo posameznika velja za pomembno in koristno v družbi, bolj je ta posameznik zadovoljen s svojim delom, kar pa je povezano tudi z višjim psihološkim blagostanjem .

## Mere  psihološkega blagostanja

### Satisfaction with Life Scale (SWLS)
Preprost vprašalnik, ki vsebuje 5 postavk, za katere mora posameznik oceniti, koliko se strinja z njimi. Ocenjuje na 7-stopenjski lestvici. Vprašalnik je zasnovan tako, da ocenjuje zadovoljstvo posameznika s svojim življenjem kot celoto. Ne ocenjuje zadovoljstva s specifičnimi življenjskimi področji, kot so zdravje ali finance. Posameznik pa lahko te dejavnike upošteva pri oceni svojega splošnega zadovoljstva .

### Psychological Well-being Scales oz. vprašalnik psihološkega blagostanja RPWB
Vprašalnik je oblikovala Carol Ryff na podlagi 6 dimenzionalnega modela psihološkega blagostanja. Udeleženi na postavke odgovorajajo na 6-stopenjski lestvici, označujejo pa, v kolikšni meri posamezna trditev velja zanje. Višji dosežek na posamezni lestvici pomeni višje psihološko blagostanje na dimenziji, ki jo lestvica meri .  Vprašalnik je preveden v slovenski jezik in validiran za slovenski prostor. .

### Subjective Happiness Scale (SHS)
Ta vprašalnik vsebuje 4 postavke. Na dve posameznik odgovarja absolutno in relativno, torej oceni samo sebe, potem pa še sebe glede na referenčno skupino. Drugi dve postavki pa sta kratka opisa srečne in nesrečne osebe, posameznik pa mora označiti stopnjo, to katere posamezni opis velja zanj .